# Aglaophamus neotenus
Aglaophamus neotenus är en ringmaskart som beskrevs av Noyes 1980. I den svenska databasen Dyntaxa används istället namnet Micronephtys neotena. Enligt Catalogue of Life ingår Aglaophamus neotenus i släktet Aglaophamus och familjen Nephtyidae, men enligt Dyntaxa är tillhörigheten istället släktet Micronephtys och familjen Nephtyidae. Arten har ej påträffats i Sverige. Inga underarter finns listade i Catalogue of Life.